# Dunamis
Dunamis ou dynamis (em grego antigo, δυναμις, 'poder', 'força') tem o  sentido de energia constante. É a raiz das palavras "dinâmica", "dinamite" e "dínamo", por exemplo. A palavra δυναμις aparece na Metafísica de Aristóteles com o sentido de potencialidade. A passagem da potência à atualidade (energeia) ocorre através da techne ou por meio de um princípio inato. A energeia é lógica e ontologicamente anterior à dynamis, daí a necessidade de um "primeiro motor" sempre num estado de energeia.